# Dario Iaia
Dario Iaia (Francavilla Fontana, 20 novembre 1973) è un politico italiano.

## Biografia
Nato il 20 novembre 1973 a Francavilla Fontana, in provincia di Brindisi, ma residente a Sava, in provincia di Taranto, dopo la maturità classica, nel 1997 si laurea in Giurisprudenza presso l'Università degli Studi di Bari Aldo Moro con una tesi in storia del diritto italiano, svolge la professione di avvocato penalista, patrocinante in Corte di Cassazione.
Sposato con l'avvocata Novella Pastorelli, ha due figli: Lorenzo e Carola.

### Attività politica
Inizia la sua attività politica nel Fronte della Gioventù, l'organizzazione giovanile del Movimento Sociale Italiano-Destra Nazionale, divenendo segretario della sezione di Sava. Con la svolta di Fiuggi di Gianfranco Fini, aderisce ad Alleanza Nazionale (AN) ed alle rispettive organizzazioni giovanili e universitaria,  Azione Giovani e Azione Universitaria. 
Alle elezioni comunali in Puglia del 2001 viene eletto consigliere comunale di Sava nelle liste di AN; viene riconfermato nel 2003, quando è nominato assessore ai servizi sociali della giunta comunale di centro-destra presieduta da Lucia Alba Fasano, che resta in carica fino al 10 dicembre 2004. 
Alle elezioni comunali in Puglia del 2005 si candida a sindaco di Sava, sostenuto da Alleanza Nazionale, ottenendo il 9,5% dei voti e non venendo eletto, ma venendo riconfermato in consiglio comunale. Si candida con successo consigliere anche nel 2007.
Dopo aver seguito nel 2007 la confluenza di Alleanza Nazionale nel Popolo della Libertà, nel 2010 fuoriesce dal movimento guidato da Silvio Berlusconi e aderisce a Futuro e Libertà per l'Italia, nuova formazione guidata da Gianfranco Fini.

#### Sindaco di Sava
Alle elezioni comunali in Puglia del 2012 si candida nuovamente a sindaco di Sava per FLI, venendo eletto Sindaco di Sava con  il 33,64% al primo turno e accedendo al ballottaggio contro il candidato del centro-sinistra Giuseppe Bellocchi (19,76%). Al secondo turno Iaia trionfa con il 70,25% dei voti, a fronte del 29,75% dello sfidante.
Nel 2013, con la fine di Futuro e Libertà per l'Italia, aderisce al Nuovo Centrodestra fondato da Angelino Alfano, divenendo il coordinatore provinciale di Taranto nel 2014.
Nel 2015 passa a Conservatori e Riformisti, formazione di centro-destra guidata da Raffaele Fitto, che nel 2017 confluisce in Direzione Italia.
Si ricandida alle elezioni comunali del 2017 per un secondo mandato, vincendo al primo turno alla guida di una coalizione di centro-destra con il 57,31% dei voti.
Nel 2019 segue la confluenza di Direzione Italia in Fratelli d'Italia, diventando membro dell’Assemblea nazionale, membro del coordinamento regionale in Puglia e coordinatore provinciale di Taranto. 
Alle elezioni comunali in Puglia del 2022, avendo raggiunto il limite dei due mandati da sindaco, si candida a consigliere comunale di Sava, nella lista di Fratelli d'Italia a sostegno del candidato sindaco del centro-destra Gaetano Pichierri (Fratelli d’Italia), ottenendo 866 preferenze personali, risultando il più suffragato nella storia in assoluto nel Comune di Sava. 

#### Elezione a deputato
Alle elezioni politiche anticipate del 2022 è candidato alla Camera dei deputati nel collegio uninominale Puglia - 08 (Taranto), sostenuto dalla coalizione di centro-destra in quota Fratelli d'Italia.  Viene eletto deputato con il 40,69% dei voti contro il candidato del Movimento 5 Stelle Annagrazia Angolano (29,01%) e quello del centro-sinistra Giampiero Mancarelli (20,95%). Nella XIX legislatura è capogruppo di Fratelli d'Italia nella Giunta per le Autorizzazioni a procedere e componente della 8ª Commissione Ambiente, territorio e lavori pubblici e del Comitato parlamentare per i procedimenti di accusa. Ricopre anche l’incarico di Segretario della Commissione Parlamentare Bicamerale d’inchiesta sui reati collegati al ciclo dei rifiuti (Ecomafie) e di capogruppo di Fratelli d’Italia nella Commissione Parlamentare Bicamerale di inchiesta sulle scomparse di Emanuela Orlandi e Mirella Gregori. Con decreto del 10.04.2025 del Ministro per gli Affari Europei, il PNRR e le Politiche di Coesione on. Tommaso Foti viene nominato Responsabile unico del contratto (RUC) del Contratto Istituzionale di Sviluppo (CIS) per l’area di Taranto.